# 360-й козачий гренадерський полк
360-й козачий гренадерський полк (нім. Kosaken-Grenadier Regiment 360, рос. 360-й казачий гренадерский полк) — військовий підрозділ колаборантів Вермахту періоду Другої світової війни, що складався з козаків.

## Історія
У Шепетівці був утворений табір для понад 5.000 військовополонених Червоної армії, які відносили себе до козаків. З них у серпні 1942 сформували 6-й зведений козачий полк і 7-й козачий зведений полк чисельністю близько 1000 осіб, зведених у 10 сотень. Їх використовували для боротьби з партизанами на тилах 3-ї танкової армії групи «Центр». Через загрозливу ситуацію під Сталінградом у січні 1943 1-й і 2-й дивізіони 6-го полку реформували у 622-й козачий батальйон і 623-й козачий батальйон, а 1-й і 2-й дивізіони 7-го полку у 624-й козачий батальйон і 625-й козачий батальйон. Батальйони були підпорядковані штабу 703-го (східного) полку особливого призначення. Згодом 703-й полк реорганізували у 750 східний полк особливого призначення під командуванням майора Евальда фон Рентельна. У листопаді 1942 до 703-го полку передали 638-му козачу роту. У січні 1942 їх використовували в антипартизанських операціях в районі Дорогобуж — Вязьма, у лютому — червні 1943 в районі Вітебськ — Полоцьк — Лепель. Восени 1943 750-й полк перевели до Франції. Там 624-й i 625-й батальйони передали до 360-го гренадерського козачого полку 344-ї дивізії піхоти 1-ї армії, як треті батальйони полків. 622-й i 623-й батальйони призначили для захисту узбережжя Біскайської затоки, де підпорядкували 708-й дивізії народних гренадерів 1-ї армії Вермахту як 750-й козачий гренадерський полк.
У квітні 1944 перейменували 750-й полк на 360-й козачий гренадерський полк. Полк розмістили батальйонами вздовж Атлантичного валу біля Бордо. Їх використовували для боротьби з Рухом Опору. У серпні — вересні 1944 полк відступав під натиском військ союзників. До січня 1945 полк вів бої з американцями у Шварцвальді. Наприкінці січня 360-й полк разом з 5-м козачим резервним полком здійснив перехід до кордону Австрії — Словенії. На марші полк увійшов до новосформованої 3-ї козачої пластунської дивізії 15-го козачого кавалерійського корпусу СС.